# کوه آرچیبالد
کوه آرچیبالد (به انگلیسی: Mount Archibald) یک کوه در کانادا است که در یوکان واقع شده‌است. کوه آرچیبالد ۲٬۵۸۸ متر بالاتر از سطح دریا واقع شده‌است.